# Place du Marché de Mayence
Pour les articles homonymes, voir Place du Marché.

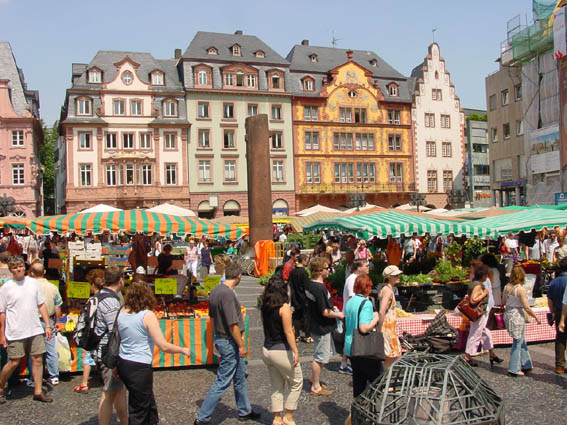
Place du Marché de Mayence, la façade des “Markthäuser”. À l'est « Zum Kaiserberg » (Nr. 11), « Zum Boderam » (Nr. 13) et « Zum Salmen » (Nr. 15).

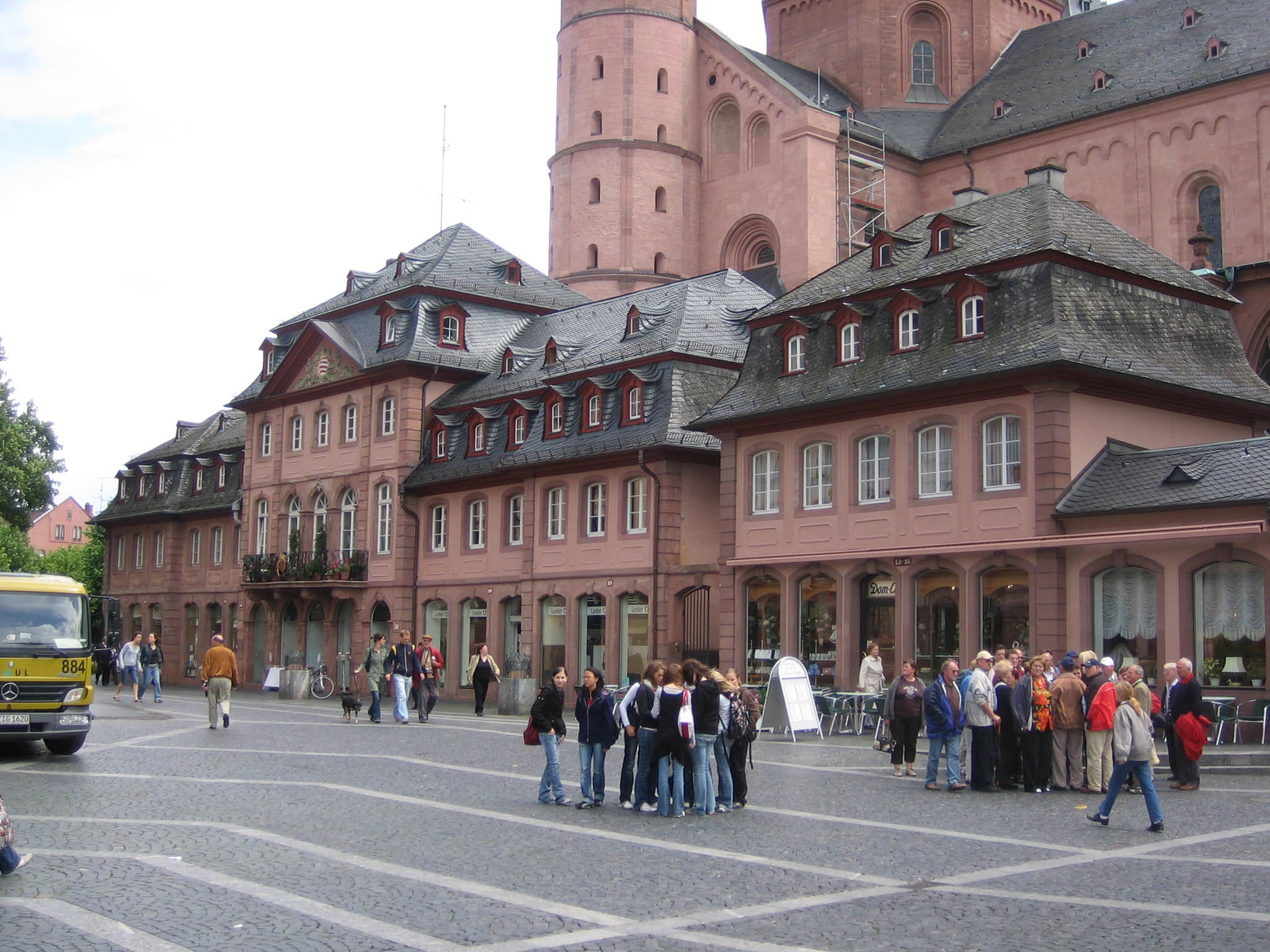
Maisons en style baroque, érigée par Johann Valentin Thoman

La Markt et le Marché, traduction littérale de l'allemand est aussi appelée « place du marché », « place », « marché aux herbes » ou « place aux légumes » pendant l’administration française du Premier Empire, est une place de Mainz-Altstadt, le centre historique de Mayence. 

## Situation et accès
La Markt est dominée par la Cathédrale Saint-Martin de Mayence sur le côté sud.  La Porte du Marché de la cathédrale en style roman avec ses vantaux en bronze, est une commande du premier archevêque, Willigis. Dans les deux panneaux supérieurs sont gravés les droits civiques accordés par Adalbert Ier de Sarrebruck. Devant la cathédrale on trouve quelques maisons baroques, érigées par Johann Valentin Thoman, architecte  militaire et civil de l'Électorat de Mayence. Au centre de la place était la grande colonne Heunensäule, en grès rouge. La façade des Markthäuser (maisons du marché) se trouve sur le côté nord de la place. Dans la maison « Zum Boderam » (Nr. 13), habitait Maximilian von Welsch, architecte au service de l’archevêque de Mayence. en pavés polygonal. La fontaine Marktbrunnen de 1526, en style Renaissance, se trouve à l'est de la place et est une des plus anciennes fontaines d'Allemagne. Le Cardinal Albert de Brandebourg avait donné cette fontaine aux Mayençaises, ornementée par le dessinateur Peter Flötner (1485-1546).

## Origine du nom
Elle était l'une des places centrales de la ville médiévale et un marché alimentaire hebdomadaire.

## Historique
Un décret de Napoléon Ier en date du 13 octobre 1804 ordonne une planification urbaine et de tracer les nouvelles places et rues de la ville. La Place du Marché marque la fin d'une avenue pour les défilés, à baptiser « grand-Rue Napoléon ». Eustache de Saint-Far architecte et urbaniste, fut nommé directeur du département de la construction et ingénieur en chef responsable.

### Marché hebdomadaire

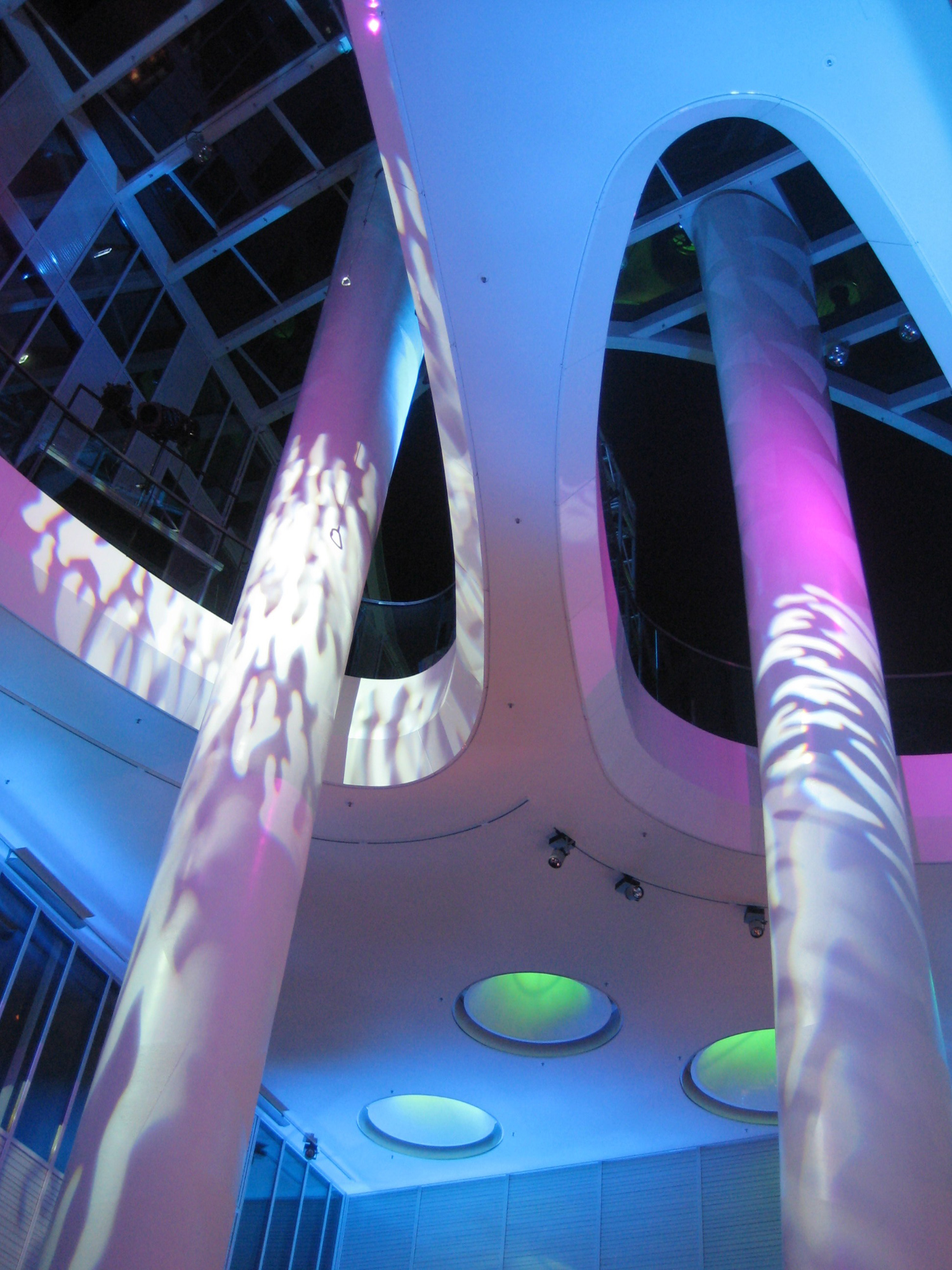
Interieur d'une nouvelle maison, construite par Massimiliano Fuksas

La Place du Marché s'est développée à partir d'un marché pour les agriculteurs qui est devenu un marché populaire pour les gourmets. Le choix, la variété et l'exclusivité des produits proposés contribuent au style spécial du marché. Le marché offre des légumes, des fruits exotiques, épices, fromages, gibiers, volailles, poissons, vins, jus, fleurs, etc. Nulle part ailleurs, à Mayence, on ne peut trouver une plus grande variété d'aliments frais et de friandises.